# Lyriothemis biappendiculata
Lyriothemis biappendiculata – gatunek ważki z rodziny ważkowatych (Libellulidae).